# Comuna de Czarny Bór
Czarny Bór (polaco: Gmina Czarny Bór) é uma gminy (comuna) na Polónia, na voivodia de Baixa Silésia e no condado de Wałbrzyski. A sede do condado é a cidade de Czarny Bór.
De acordo com os censos de 2004, a comuna tem 4804 habitantes, com uma densidade 72,4 hab/km².

## Área
Estende-se por uma área de 66,31 km², incluindo:
- área agricola: 61%
- área florestal: 35%

## Demografia
Dados de 30 de Junho 2004:
|                      | Total   | Total | Mulheres | Mulheres | Homens  | Homens |
| -------------------- | ------- | ----- | -------- | -------- | ------- | ------ |
|                      | pessoas | %     | pessoas  | %        | pessoas | %      |
| População            | 4804    | 100   | 2456     | 51,1     | 2348    | 48,9   |
| Densidade (pop./km²) | 72,4    | 100   | 37       | 37       | 35,4    | 35,4   |

De acordo com dados de 2002, o rendimento médio per capita ascendia a 1508,97 zł.

## Comunas vizinhas
- Boguszów-Gorce, Kamienna Góra, Marciszów, Mieroszów, Stare Bogaczowice